# RPG-29
Die RPG-29 „Wampir“ ist eine russische rückstoßfreie Panzerabwehrhandwaffe, die 1989 in der Sowjetarmee eingeführt wurde. Die Waffe wurde in eine Reihe von Ländern exportiert.

## Technik

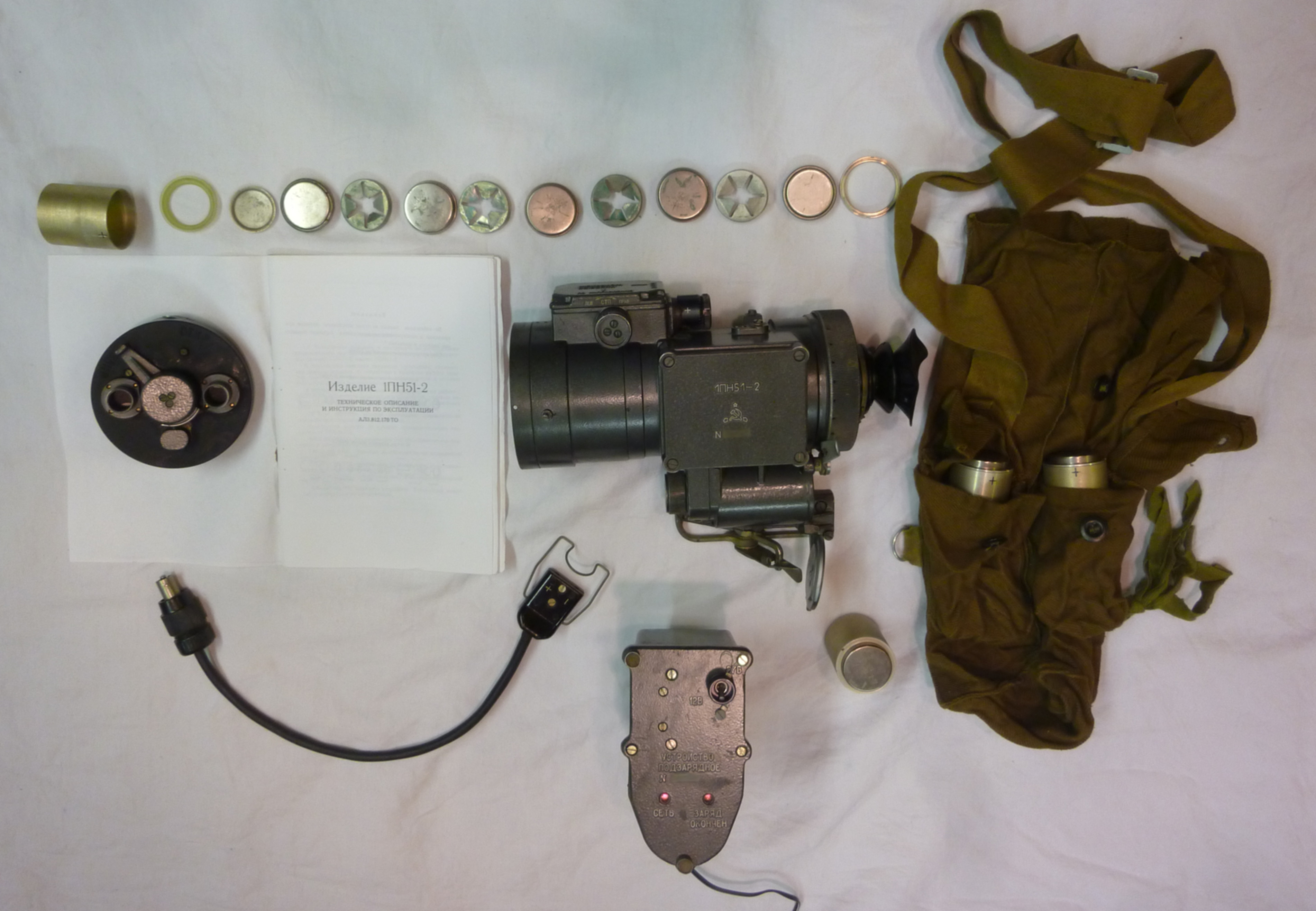
1PN51-2-Nachtsicht-Zieloptik

Die RPG-29 ist ein Infanterie-Raketenwerfer, den ein einzelner Soldat tragen und verwenden kann. An der Oberseite des Laufes ist die 2,7-fach vergrößernde 1P38-Zieloptik montiert. Auf der Unterseite befindet sich eine Schulterauflage, die ein präzises Zielen erleichtert, davor ein Pistolengriff mit dem Auslöser. Zusätzlich kann eine 1PN51-2-Nachtsicht-Zieloptik montiert werden.
Für die Waffe sind zwei Projektiltypen verfügbar, das Panzerabwehr-/Antibunker-Projektil PG-29 W (Bild rechts) und der thermobarische Sprengkopf TBG-29 W. Das PG-29-W-Panzerabwehrprojektil besitzt eine Tandemhohlladung, die mit dem ersten Sprengsatz die getroffene Reaktivpanzerung auslöst, während der zweite bis zu 750 mm Panzerstahl durchschlagen kann.
Nach dem Verlassen des Laufes klappen acht Leitflossen aus der Rakete, um deren Flugbahn zu stabilisieren. Die maximale Schussdistanz der PG-29W-Rakete liegt bei 450 bis 500 m. Die Waffe besitzt folgende Durchschlagleistung:
- 750 mm Panzerstahl
- 1500 mm Stahlbeton
- 3700 mm Erdreich

Im Gegensatz zur weit verbreiteten RPG-7 zündet der Raketenantrieb in der Abschussvorrichtung, beschleunigt den Sprengkopf auf maximale Geschwindigkeit und ist bereits ausgebrannt, bevor die Granate den Lauf verlässt.

## Einsatz
Bereits bei Tests in der Sowjetunion durchschlug die RPG-29 die Panzerung eines T-80-Panzers. Bekannt ist, dass die RPG-29 im Zweiten Tschetschenienkrieg, im Irakkrieg 2003 sowie im Libanonkrieg 2006 eingesetzt wurde. Während des Libanonkrieges gelang es Hisbollahkämpfern mehrfach, mit der RPG-29 israelische Merkava-Kampfpanzer außer Gefecht zu setzen. Ebenso gelang es im Jahr 2006 irakischen Widerstandskämpfern in Al-Amarah, mit der RPG-29 einen britischen Challenger-2-Kampfpanzer außer Gefecht zu setzen. Die Tandemhohlladung durchschlug die Panzerung der unteren Wannenfront (die deutlich schwächer ist als in anderen Bereichen des Fahrzeuges) des Panzers, wobei das Geschoss in den Fahrerraum eindrang und den Fahrer schwer verwundete. Im syrischen Bürgerkrieg wurden zumindest drei T-72 der regulären syrischen Armee durch RPG-29 zerstört.